# Rubia gedrosiaca
Rubia gedrosiaca är en måreväxtart som beskrevs av Joseph Friedrich Nicolaus Bornmüller. Rubia gedrosiaca ingår i släktet krappar, och familjen måreväxter. Inga underarter finns listade i Catalogue of Life.